# SOB Ed 4/5
Die Schweizerische Südostbahn (SOB) besass zwei Dampflokomotiven des Typs Ed 4/5. Sie wurden 1910 von der Schweizerischen Lokomotiv- und Maschinenfabrik (SLM) in Winterthur geliefert. Der Kaufpreis betrug 74 100 Schweizer Franken. Die Lokomotiven versahen den gemischten Dienst auf der Privatbahn.
Nach der Elektrifizierung der SOB wurden die Lokomotiven an die Firma Krupp verkauft. Um 1949 gelangten sie zu den Osthannoverschen Eisenbahnen. Die Lokomotiven waren bis 1963 in Betrieb und wurden dann ausrangiert und verschrottet.

## Geschichte

### Vorkriegsgeschichte
Die Lokomotiven wurden benötigt, weil die Leistung der Standardlokomotiven des Typs E 3/3 nicht mehr ausreichte. Die für die Verhältnisse der Schweizerischen Südostbahn ausgelegten Lokomotiven musste in der Lage sein, Steigungen von 50 ‰ zu bewältigen und einen minimalen Kurvenradius von 130 m zu befahren. Sie konnte auf der Maximalsteigung eine Last von 120 t mit einer Geschwindigkeit von 30 km/h befördern.
Mit der Elektrifizierung der SOB wurden die Lokomotiven an die Firma Krupp verkauft und dort als Nummer 9 und 10 bezeichnet. Wo sie in der Zwischenzeit eingesetzt waren, ist nicht bekannt.

### Nachkriegsgeschichte
Bei Vertragsabschluss zwischen Krupp und der OHE über den Bau der OHE 84 201 war die Stellung einer Leihlok mit vergleichbarer Leistung vertraglich vereinbart. Da keine entsprechende Lok zur Verfügung stand, wurden die beiden ehemaligen SOB-Loks an die OHE vermietet. Nach Ablauf der Mietzeit wurden sie von den OHE übernommen und als 98 112 und 113 bezeichnet. Inzwischen war der Wasserkasten begradigt und vergrössert, der Kohlenkasten geringfügig grösser gestaltet und der Führerstand ein wenig gekürzt worden. Eingesetzt waren beide Lokomotiven in Winsen. 1961 wurde die 98 112 und 1963 die 98 113 ausrangiert und bald darauf verschrottet.

## Konstruktion
Die beiden Lokomotiven gehörten aufgrund ihrer auch als Consolidation bezeichneten Achsfolge zu einer Serie E 4/5, von der weitere Exemplare unterschiedlicher Konstruktion für die Burgdorf-Thun-Bahn, Tösstalbahn, Thunerseebahn, Neuenburger Jurabahn und Solothurn-Münster-Bahn gefertigt wurden. Sie hatten einen kranzförmigen Schornstein und einen besonders gestalteten Wasserkasten, der dem Lokpersonal eine gute Sicht auf die Gleise ermöglichte. Gegenüber den anderen Consolidation-Lokomotiven hatten die Ed 4/5 der SOB einen Triebraddurchmesser von 1100 mm. Für den minimal zu durchfahrenden Kurvenradius waren die führende Laufachse und die erste Triebradachse in einem Krauss-Winterthur-Lenkgestell zusammengefasst. Ausserdem besassen die zweite sowie die vierte Kuppelachse seitliches Spiel. Gelagert waren die Achsen in einem Blechrahmen mit einer Stärke von 28 mm. Bei den Kuppelradsätzen waren die Blattfedern unterhalb der Achslager aufgehängt.
Die Maschinen besassen ein Zweizylinder-Aussentriebwerk mit Walschaerts-Steuerung und Kolbenschiebern, das auf die dritte Kuppelachse arbeitete. Der Kreuzkopf wurde einschienig auf der Gleitbahn geführt. Alle Kolbenstangen waren vorn durch die Zylinderdeckel durchgeführt. Luftsaugventile, Sicherheitsventile an den Verbindern bzw. Zylinderdeckeln und Umströmhähne zur Erleichterung des Leerlaufes ergänzten die Ausrüstung. Die Zylinder waren leicht geneigt angeordnet.
Die Lokomotiven waren mit Westinghouse-Bremse und einer Spindel-Handbremse ausgestattet, sie wirkte bei den Lokomotiven auf alle gekuppelten Radsätze einseitig von vorn. Der Sandstreuer sandete die Treibachse von vorn sowie hinten.